# Wentorf bei Hamburg
Wentorf bei Hamburg è un comune di 11.574 abitanti dello Schleswig-Holstein, in Germania.

Appartiene al circondario del ducato di Lauenburg.